# Pro-Pain Pro Wrestling
Pro-Pain Pro Wrestling, ou 3PW, foi uma promoção de hardcore wrestling estadunidense, com sede em Filadélfia, Pensilvânia. A maioria dos shows eram na arena da Extreme Championship Wrestling, a New Alhambra Arena.
Após o fim da Extreme Championship Wrestling, muitos wrestlers veteranos da ECW foram para a 3PW, como Raven, The Sandman, Al Snow e Sabu.
Fundada por The Blue Meanie, a 3PW teve o seu último show em 18 de Junho de 2005. Havia dois títulos: Heavyweight e Tag Team.

## Títulos
| Título                       | Último campeão                              | Data               |
| ---------------------------- | ------------------------------------------- | ------------------ |
| 3PW Heavyweight Championship | Amish Roadkill                              | 21 de Maio de 2005 |
| 3PW Tag Team Championship    | Blackball'd (Rockin' Rebel e Greg Matthews) | 21 de Maio de 2005 |